# Майо-Кеббі
Майо-Кеббі — річка в Центральній і Західній Африці.
Річка має джерела у Чаді, потім тече на захід та впадає у річку Бенуе.

Префектура Майо-Кеббі в Чаді названа на честь цієї річки.
Майо-Кеббі дренує озера Фіанга, яке ділиться між Камеруном і Чадом.

У минулому Майо-Кеббі було витоком палеозера Мега-Чад.

Присутність африканських ламантинів у притоках озера Чад є доказом цього, оскільки ламантин живе лише в річках, пов'язаних з Атлантичним океаном (тобто неможливо, щоб він розвинувся окремо в безстічному озері Чад).

Величезний масштаб річища Майо-Кеббі також є доказом дренування річкою Мега-Чаду; нинішній водозбірний басейн вище за течією занадто малий, щоб прокопати таке велике річище.

## Забруднення
Згідно з дослідженням, проведеним у 2017 році, річка Майо-Кеббі забруднюється важкими металами, такими як: Cu, Cd, Pb, Fe, Mn, As, Zn, Ni та Cr.